# إسماعيل أحمد (لاعب كرة قدم مواليد 1989)
إسماعيل أحمد علي البلوشي (مواليد 29 ديسمبر 1989(، لاعب كرة قدم إماراتي يجيد اللعب كمدافع. مثل نادي دبي وصعد للفريق الأول عام 2008 وأعير إلى نادي الشعب مطلع عام 2016 ووقع مع نادي عجمان مطلع عام 2018 .